# Nicholson Peak
Nicholson Peak är en bergstopp i Antarktis. Den ligger i Västantarktis. Argentina, Chile och Storbritannien gör anspråk på området. Toppen på Nicholson Peak är 386 meter över havet. Nicholson Peak ingår i Princess Royal Range.
Terrängen runt Nicholson Peak är kuperad österut, men västerut är den bergig. Trakten är glest befolkad. Närmaste befolkade plats är Rothera Research Station, 11,7 km sydost om Nicholson Peak. 